# Dillwynia juniperina
Dillwynia juniperina är en ärtväxtart som beskrevs av Conrad Loddiges. Dillwynia juniperina ingår i släktet Dillwynia och familjen ärtväxter. IUCN kategoriserar arten globalt som livskraftig. Inga underarter finns listade i Catalogue of Life.